# Nông Đức Mạnh
Nông Đức Mạnh (ur. 11 września 1940 w prowincji Bắc Kạn) był Sekretarzem Generalnym Komitetu Centralnego Komunistycznej Partii Wietnamu od 22 kwietnia 2001 r. do 19 stycznia 2011 r. W kwietniu 2006 został powtórnie wybrany na to stanowisko.
Według oficjalnej biografii Nông Đức Mạnh urodził się w wieśniaczej rodzinie narodowości Tày, w Cường Lợi, w dystrykcie Na Rì, w prowincji Bắc Kạn. Rozpoczął swoją karierę jako pracownik leśny. Dołączył do rewolucji w 1958. Dopuszczono go do KPW 5 lipca 1963, a oficjalnie członkiem stał się 10 lipca 1964. Utrzymują się plotki, że Nông Đức Mạnh jest synem Hồ Chí Minha. W kwietniu 2001, po wyborze na szefa partii, dziennikarz poprosił go na konferencji prasowej o potwierdzenie bądź zaprzeczenie tym pogłoskom. Pierwszy sekretarz odpowiedział: Wszyscy Wietnamczycy są dziećmi Wujka Hồ. Zapytany o to ponownie w styczniu 2002 przez magazyn Time Asia, zaprzeczył pogłoskom, ale dodał, że wszyscy Wietnamczycy uważają Hồ Chí Minha za swojego ojca duchowego.